# Kaidan (film din 1964)
Kwaidan (怪談 Kaidan?, literalmente „povești cu fantome”) este un film japonez de groază fantastic de antologie din 1965 regizat de Masaki Kobayashi. Se bazează pe lucrări din colecțiile de povești populare japoneze ale lui Lafcadio Hearn, în principal din cartea Kwaidan: Povești și studii despre lucruri ciudate, care a dat numele filmului. Filmul este format din patru povești separate și fără legătură între ele. Kwaidan este o transliterare arhaică a termenului kaidan, care înseamnă „poveste cu fantome”. Filmul a câștigat premiul special al juriului la Festivalul de Film de la Cannes din 1965 și a avut o nominalizare la premiile Oscar pentru cel mai bun film străin.

## Intrigă

### „Părul negru”
„Părul negru” (黒髪 Kurokami?) a fost adaptat după povestea „Reconcilierea”, care a apărut în colecția Shadowings (1900) a lui Hearn.
Un spadasin sărac din Kyoto divorțează de soția sa, o țesătoare și o părăsește pentru o femeie dintr-o familie înstărită pentru a obține un statut social mai ridicat. Cu toate acestea, în ciuda noului său statut, a doua căsătorie a spadasinului se dovedește a fi una nefericită. Noua sa soție se dovedește a fi crudă și egoistă. Spadasinul regretă că și-a lăsat fosta soție care era mai devotată și mai răbdătoare.
Cea de-a doua soție este furioasă când își dă seama că spadasinul nu numai că s-a căsătorit cu ea pentru a obține averea familiei sale, ci și pentru că încă tânjește după vechea sa viață la Kyoto împreună cu fosta sa soție. Când i se spune să intre în cameră pentru a se împăca cu ea, spadasinul refuză, afirmându-și intenția de a se întoarce acasă și de a se împăca cu fosta sa soție. El îi spune că a procedat așa datorită comportamentului său nechibzuit și a sărăciei. Spadasinul o informează pe slujnică să-i spună celei de-a doua soții că mariajul lor s-a terminat și că se poate întoarce la părinții ei în rușine.
După câțiva ani, spadasinul se întoarce să își găsească casa, iar soția sa, în mare parte pare a fi neschimbată. Se împacă cu fosta sa soție, care refuză să-l lase să se auto-pedepsească. Ea menționează că Kyoto s-a „schimbat” și că au doar „un moment” împreună, dar nu dezvoltă ideea. Ea îl asigură că a înțeles că el a părăsit-o doar pentru a aduce venituri în casa lor. Cei doi vorbesc fericiți despre trecut și viitor, până când spadasinul adoarme. Se trezește a doua zi doar pentru a descoperi că a dormit lângă cadavrul putrezit al fostei sale soții. Îmbătrânit rapid, aleargă prin casă, constatând că aceasta este ruinată și plină de buruieni. El reușește să iasă afară, doar pentru a fi atacat de părul negru al fostei sale soții.

### „Femeia zăpezii”
„Femeia zăpezii” (雪女, Yukionna) este o adaptare din cartea Kwaidan: Povești și studii despre lucruri ciudate a lui Hearn (din 1903).
Doi tăietori de lemne, Minokichi și Mosaku, se refugiază într-o colibă a pescarilor în timpul unei furtuni de zăpadă. Mosaku este ucis de o Yuki-onna. Când Yukionna se întoarce spre Minokichi, ea remarcă că este un băiat chipeș și din milă pentru tinerețea sa nu-l ucide. Yuki-onna îl avertizează însă să nu menționeze niciodată ce s-a întâmplat sau ea îl va ucide.
Minokichi se întoarce acasă și nu menționează niciodată nimic despre acea noapte. Într-o zi, în timp ce taie lemne, se întâlnește cu Yuki, o tânără frumoasă. Ea îi spune că este în drum spre Edo, deoarece și-a pierdut familia și are rude acolo care îi pot asigura un loc de muncă. Minokichi se oferă să o lase să petreacă noaptea la casa lui împreună cu mama lui. Mamei îi place de Yuki și îi cere să rămână. Nu mai pleacă niciodată la Edo și Minokichi se îndrăgostește de ea. Cei doi se căsătoresc și au trei copii, trăind fericiți. Femeile mai în vârstă din oraș se tem de Yuki deoarece a rămas tânără chiar și după ce a născut de trei ori.
Într-o noapte, Minokichi îi oferă lui Yuki o pereche de papuci pe care le-a făcut. Ea coase un kimono la lumina lumânărilor. În această lumină, Minokichi își amintește de Yuki-onna și vede o asemănare între cele două. El îi povestește despre întâlnirea ciudată. Atunci Yuki dezvăluie că este Yuki-onna și o furtună de zăpadă vine peste casă. În ciuda faptului că el și-a încălcat cuvântul, ea se abține să-l omoare din cauza copiilor. Yuki părăsește pe Minokichi și copiii, avertizându-l să îi trateze bine sau ea se va întoarce și îl va ucide. Dispare în furtuna de zăpadă, lăsându-l pe Minokichi îndurerat. Minokichi îi pune papucii afară în zăpadă, iar după ce se întoarce înăuntru, papucii dispar pe măsură ce Yuki le acceptă.

### „Hoichi cel fără urechi”
„Hoichi cel fără urechi” (耳 無 し 芳 一 の 話, Miminashi Hōichi no Hanashi) este, de asemenea, o adaptare din cartea Kwaidan: Povești și studii despre lucruri ciudate a lui Hearn (deși încorporează aspecte din „Povestea lui Heike”).
Hoichi este un tânăr muzician orb care cântă la biwa hoshi. Specialitatea sa este să cânte „Povestea lui Heike” despre bătălia maritimă de la Dan-no-ura (1185) dată între clanurile Taira și Minamoto în ultima fază a războiului Genpei. Hoichi este însoțitor la un templu și este îngrijit de ceilalți de acolo. Într-o noapte aude un sunet și decide să cânte la instrumentul său în grădină. Apare un samurai spectral și îi spune că stăpânul său dorește să i se cânte în casa lui. Samuraiul îl conduce pe Hoichi într-o curte misterioasă și antică. Un alt însoțitor de la templu observă că Hoichi a dispărut timp de o noapte, întrucât cina lui a rămas întreagă. Samuraiul reapare în noaptea următoare pentru a-l lua pe Hoichi și îi spune să nu spună nimic nimănui. După aceea, preotul îl întreabă pe Hoichi de ce iese noaptea, dar Hoichi nu-i spune. Într-o noapte, Hoichi pleacă pe furtună și prietenii săi îl urmăresc și descoperă că a mers la un cimitir unde a cântat „Povestea lui Heike” la curtea împăratului mort. Hoichi informează curtea acestuia că este nevoie de multe nopți pentru a recita întreaga epopee. Este îndrumat să recite pe moment despre bătălia finală - bătălia de la Dan-no-ura. Prietenii săi îl scot de acolo, în timp ce el refuză să plece înainte de terminarea cântării sale la biwa hoshi.
Preotul îi spune lui Hoichi că este într-un mare pericol și că totul a fost o iluzie vastă a spiritelor morților. Îi spune lui Hoichi că, dacă va mișca sau va vorbi din nou, spiritele îl vor sfâșia. Preotul și ucenicul său scriu un text sacru pe întreg corpul său, inclusiv pe fața sa pentru a-l face invizibil fantomelor și-l sfătuiesc să mediteze. Samuraiul spectral reapare și îl cheamă pe Hoichi. Hoichi nu răspunde. Urechile lui Hoichi sunt vizibile samuraiului deoarece au uitat să scrie textul pe urechile sale. Samuraiul, dorind să ducă cât mai mult din Hoichi la curte, îi smulge urechile pentru a-i arăta stăpânului său că poruncile sale au fost îndeplinite.
În dimineața următoare, preotul și însoțitorii văd o urmă de sânge. Preotul și ucenicul  își dau seama de eroarea lor dar cred că spiritele îl vor lăsa acum în pace pe Hoichi care a rămas fără urechi.
Un lord local vine la templu cu toată curtea sa. A auzit povestea lui Hoichi cel fără de urechi și vrea să-l audă cântând la biwa. Este adus la curtea domnului. Hoichi spune că va cânta pentru a consola spiritele întristate și pentru a le permite să se odihnească.
Naratorul dezvăluie faptul că multe persoane nobile bogate vor veni la templu cu mulți bani, astfel Hoichi-cel fără urechi a devenit o persoană bogată.

### "Într-o ceașcă de ceai"
„Într-o ceașcă de ceai” (茶碗 の 中, Chawan no Naka) este adaptat din Kottō: Being Japanese Curios, with Sundry Cobwebs (1902).
Anticipând o vizită a editorului său, un scriitor relatează o poveste veche a unui însoțitor al Lordului Nakagawa Sadono, însoțitor numit Sekinai. În timp ce Lord Nakagawa este plecat de Anul Nou, Sekinai se oprește la o ceainărie din Hakusan. În timp ce se odihnește acolo, Sekinai vede chipul unui bărbat ciudat într-o ceașcă de ceai. În ciuda faptului că este foarte tulburat, bea o ceașcă de ceai după ce o sparge pe prima.
Mai târziu, în timp ce Sekinai își păzește Lordul, reapare bărbatul pe care l-a văzut prima dată în ceai, numindu-se Heinai Shikibu. Sekinai aleargă să le spună celorlalți însoțitori, dar ei râd de el și îi spun că vede lucruri. Mai târziu în acea seară la propria reședință, Sekinai este vizitat de trei însoțitori fantomatici ai lui Heinai Shikibu. Se duelează cu aceștia și este aproape învins, dar scriitorul vede înainte care este sfârșitul poveștii și sugerează că ar putea scrie un final complet, dar preferă să lase sfârșitul la îndemâna imaginației cititorului.
Editorul ajunge în curând și o întreabă pe patroană unde este scriitorul, care este de negăsit. Amândoi fug terorizați când descoperă scriitorul scufundat într-un borcan mare de apă.

## Distribuție
| Kurokami - Michiyo Aratama - First wife - Misako Watanabe - Second Wife - Rentarō Mikuni - Husband - Kenjiro Ishiyama - Father - Ranko Akagi - Mother | Yuki-Onna - Tatsuya Nakadai - Minokichi - Keiko Kishi - the Yuki-Onna - Yūko Mochizuki - Minokichi's mother - Kin Sugai - Village woman - Noriko Sengoku - Village woman | Miminashi Hōichi no Hanashi - Katsuo Nakamura - Hoichi - Tetsurō Tamba - Warrior - Takashi Shimura - Head priest - Yoichi Hayashi - Minamoto no Yoshitsune | Chawan no naka - Haruko Sugimura - Madame - Osamu Takizawa - Author / Narrator - Ganjirō Nakamura - Publisher - Noboru Nakaya - Shikibu Heinai - Seiji Miyaguchi - Old man - Kei Satō - Ghost samurai |